# Gerres argyreus
Gerres argyreus är en fiskart som först beskrevs av Forster, 1801.  Gerres argyreus ingår i släktet Gerres och familjen Gerreidae. Inga underarter finns listade i Catalogue of Life.